# 모산로 (안성시)
모산로(Mosan-ro)는 경기도 안성시 신모산동에서 대덕면 보동리까지 이어주는 안성시도로, 총 연장은 5.005 km이다. 이름이 유래된 것은 행정구역지명인 모산리를 이용하여 모산로로 명명되었다.

## 역사
- 2009년 11월 11일 : 도로명으로 모산로를 고시

## 주요 경유지
- 안성시
  - 신모산동 - 대덕면 (모산리 - 보동리)

## 접촉하는 도로
- 공단로 (국가지원지방도 제70호선)
- 시미실길
- 안성대로 (국가지원지방도 제70호선, 보동 교차로를 통해 간접 연결)
- 김중만장군길
- 보머리길
- 한내로 (지방도 제306호선)
- 교차 불가 : 서동대로

## 주요 건물 및 시설
- 대덕초등학교 (모산로 84/모산리 463)
- 안성대덕교직원사택 (모산로 100/모산리 462-1)
- 녹차원 안성공장 (모산로 433/보동리 117-8)